# Herman Treschow Gartner
Herman Treschow Gartner (født 25. oktober 1785 på St. Thomas, død 4. april 1827 i København) var en dansk læge og kirurg.
Gartner var en Søn af kongelig kasserer Herman Gartner og Elisabeth født Birch og fødtes på St. Thomas. 10 år gammel kom han til København og dimitteredes fra Herlufsholms Skole 1803; i 1807 var han kandidat på Frederiks Hospital, og 1808 tog han kirurgisk eksamen. Efter at han i nogen tid havde været kandidat på Almindeligt Hospital og amanuensis hos professor Frederik Christian Winsløw, blev han 1809 først regimentskirurg i den norske Armé og derefter konstitueret fysikus i Bratsberg Amt i Norge.
1810 vendte han tilbage til København, studerede i 1811-12 lægevidenskab i London og Edinburgh og blev derefter konstitueret som distriktskirurg i Nedenæs Amt med bopæl i Arendal. 1815 tog han den medicinske doktorgrad i København ved en afhandling om brok og vendte derpå tilbage til Arendal, men bosatte sig et par år senere i København som praktiserende læge.
1824 udnævntes han til regimentskirurg ved sjællandske Jægerkorps og 1825 ved Den Kongelige Livgarde. 1826 foretog han en videnskabelig rejse til Paris og London, og 1827 døde han ugift i København.
1822 fik han Videnskabernes Selskabs sølvmedalje for en anatomisk beskrivelse af et glanduløst organ ("de Gartnerske Gange"), der findes langs livmoderen hos nogle dyrearter, og som først nøjagtig påvistes af ham, hvorvel allerede Marcello Malpighi havde set det. Det er en føtal dannelse uden særlig fremtrædende funktionel betydning i det senere Liv, men påvisningen deraf giver dog Gartner en ganske smuk plads mellem datidens talrige dygtige komparative anatomer. Hans tidlige død hindrede en videre ført videnskabelig forskning.